# Lista di asteroidi (720001-721000)
Di seguito una lista di asteroidi dal numero 720001  al 721000 con data di scoperta e scopritore.

## 720001–720100
| Nome   | Designazione provvisoria | Data di scoperta  | Scopritore                |
| ------ | ------------------------ | ----------------- | ------------------------- |
| 720001 | 1990 SM24                | 14 gennaio 2002   | NEAT                      |
| 720002 | 1993 FE85                | 24 ottobre 2013   | Mount Lemmon Survey       |
| 720003 | 1993 SZ16                | 19 marzo 2013     | Pan-STARRS                |
| 720004 | 1993 TL8                 | 8 ottobre 2012    | Mount Lemmon Survey       |
| 720005 | 1994 CY6                 | 15 febbraio 1994  | Spacewatch                |
| 720006 | 1994 SU1                 | 27 settembre 1994 | Spacewatch                |
| 720007 | 1994 SS4                 | 28 settembre 1994 | Spacewatch                |
| 720008 | 1994 TY17                | 5 ottobre 2018    | Mount Lemmon Survey       |
| 720009 | 1994 WT6                 | 28 novembre 1994  | Spacewatch                |
| 720010 | 1994 XP2                 | 10 ottobre 2007   | Mount Lemmon Survey       |
| 720011 | 1995 BH13                | 31 gennaio 1995   | Spacewatch                |
| 720012 | 1995 BF15                | 31 gennaio 1995   | Spacewatch                |
| 720013 | 1995 CA5                 | 1 febbraio 1995   | Spacewatch                |
| 720014 | 1995 GD10                | 20 gennaio 2012   | Pan-STARRS                |
| 720015 | 1995 KB                  | 19 maggio 1995    | AMOS                      |
| 720016 | 1995 OQ17                | 24 luglio 1995    | Spacewatch                |
| 720017 | 1995 QQ16                | 28 agosto 1995    | Spacewatch                |
| 720018 | 1995 QE17                | 16 novembre 2009  | Mount Lemmon Survey       |
| 720019 | 1995 ST1                 | 20 settembre 1995 | AMOS                      |
| 720020 | 1995 SU6                 | 17 settembre 1995 | Spacewatch                |
| 720021 | 1995 SH9                 | 17 settembre 1995 | Spacewatch                |
| 720022 | 1995 SB17                | 18 settembre 1995 | Spacewatch                |
| 720023 | 1995 SZ47                | 26 settembre 1995 | Spacewatch                |
| 720024 | 1995 SA58                | 22 settembre 1995 | Spacewatch                |
| 720025 | 1995 SN58                | 23 settembre 1995 | Spacewatch                |
| 720026 | 1995 SP71                | 19 settembre 1995 | Spacewatch                |
| 720027 | 1995 SB78                | 30 settembre 1995 | Spacewatch                |
| 720028 | 1995 SL79                | 21 settembre 1995 | Spacewatch                |
| 720029 | 1995 TR7                 | 15 ottobre 1995   | Spacewatch                |
| 720030 | 1995 UX62                | 25 ottobre 1995   | Spacewatch                |
| 720031 | 1995 UU65                | 28 ottobre 1995   | Spacewatch                |
| 720032 | 1996 AR11                | 14 gennaio 1996   | Spacewatch                |
| 720033 | 1996 BW17                | 25 gennaio 1996   | LINEAR                    |
| 720034 | 1996 HJ27                | 10 marzo 2003     | Spacewatch                |
| 720035 | 1996 JR15                | 13 maggio 1996    | Spacewatch                |
| 720036 | 1996 RP4                 | 12 settembre 1996 | Spacewatch                |
| 720037 | 1996 RC13                | 8 settembre 1996  | Spacewatch                |
| 720038 | 1996 RX16                | 13 settembre 1996 | Spacewatch                |
| 720039 | 1996 TW31                | 9 ottobre 1996    | Spacewatch                |
| 720040 | 1996 VH17                | 6 novembre 1996   | Spacewatch                |
| 720041 | 1996 VM22                | 9 novembre 1996   | Spacewatch                |
| 720042 | 1996 VO32                | 4 ottobre 1996    | Spacewatch                |
| 720043 | 1996 VC42                | 27 gennaio 2007   | Spacewatch                |
| 720044 | 1996 XT7                 | 1 dicembre 1996   | Spacewatch                |
| 720045 | 1996 XS12                | 6 dicembre 1996   | Spacewatch                |
| 720046 | 1996 XO17                | 5 dicembre 1996   | Spacewatch                |
| 720047 | 1996 XQ36                | 14 dicembre 1996  | Spacewatch                |
| 720048 | 1996 XL37                | 25 luglio 2014    | Pan-STARRS                |
| 720049 | 1997 EF5                 | 4 marzo 1997      | Spacewatch                |
| 720050 | 1997 EG60                | 9 settembre 2007  | Spacewatch                |
| 720051 | 1997 JP5                 | 1 maggio 1997     | Spacewatch                |
| 720052 | 1997 JP19                | 2 maggio 1997     | Spacewatch                |
| 720053 | 1997 SK7                 | 24 agosto 2014    | Spacewatch                |
| 720054 | 1997 SA12                | 27 settembre 1997 | Spacewatch                |
| 720055 | 1997 ST19                | 28 settembre 1997 | Spacewatch                |
| 720056 | 1997 SC32                | 24 settembre 1997 | W. Bickel                 |
| 720057 | 1997 UX18                | 28 ottobre 1997   | Spacewatch                |
| 720058 | 1997 YM15                | 29 dicembre 1997  | Spacewatch                |
| 720059 | 1998 BB29                | 25 gennaio 1998   | Spacewatch                |
| 720060 | 1998 EK22                | 3 ottobre 2013    | Spacewatch                |
| 720061 | 1998 HX15                | 22 aprile 1998    | Spacewatch                |
| 720062 | 1998 HE16                | 22 aprile 1998    | Spacewatch                |
| 720063 | 1998 HX27                | 22 aprile 1998    | Spacewatch                |
| 720064 | 1998 KC43                | 28 maggio 1998    | Spacewatch                |
| 720065 | 1998 ML5                 | 23 giugno 1998    | Spacewatch                |
| 720066 | 1998 OS15                | 30 giugno 1998    | Spacewatch                |
| 720067 | 1998 RU10                | 26 agosto 1998    | Spacewatch                |
| 720068 | 1998 SM16                | 16 settembre 1998 | Spacewatch                |
| 720069 | 1998 ST38                | 23 settembre 1998 | Spacewatch                |
| 720070 | 1998 SD151               | 26 settembre 1998 | LINEAR                    |
| 720071 | 1998 ST173               | 24 settembre 1998 | Spacewatch                |
| 720072 | 1998 SV173               | 19 settembre 1998 | SDSS Collaboration        |
| 720073 | 1998 SZ177               | 23 settembre 2011 | Pan-STARRS                |
| 720074 | 1998 SM178               | 11 maggio 2010    | WISE                      |
| 720075 | 1998 SN178               | 22 novembre 2006  | Mount Lemmon Survey       |
| 720076 | 1998 SV178               | 24 gennaio 2014   | Pan-STARRS                |
| 720077 | 1998 SA179               | 20 ottobre 1993   | Spacewatch                |
| 720078 | 1998 SD179               | 19 settembre 1998 | SDSS Collaboration        |
| 720079 | 1998 SG179               | 28 settembre 2003 | Spacewatch                |
| 720080 | 1998 SQ179               | 29 gennaio 2011   | Spacewatch                |
| 720081 | 1998 SX179               | 7 febbraio 2006   | Spacewatch                |
| 720082 | 1998 SK180               | 6 settembre 2013  | Mount Lemmon Survey       |
| 720083 | 1998 SR180               | 17 settembre 2009 | Spacewatch                |
| 720084 | 1998 TQ1                 | 12 ottobre 1998   | Spacewatch                |
| 720085 | 1998 TZ14                | 14 ottobre 1998   | Spacewatch                |
| 720086 | 1998 UX47                | 18 agosto 2006    | Spacewatch                |
| 720087 | 1998 UD50                | 28 agosto 2016    | Mount Lemmon Survey       |
| 720088 | 1998 UZ50                | 4 maggio 2005     | Osservatorio di Mauna Kea |
| 720089 | 1998 UC51                | 19 ottobre 1998   | Spacewatch                |
| 720090 | 1998 UY51                | 19 ottobre 1998   | Spacewatch                |
| 720091 | 1998 VP40                | 14 novembre 1998  | Spacewatch                |
| 720092 | 1998 WY42                | 30 settembre 2003 | Spacewatch                |
| 720093 | 1998 WD43                | 27 settembre 2009 | Spacewatch                |
| 720094 | 1998 WJ46                | 23 settembre 2011 | Spacewatch                |
| 720095 | 1999 AU12                | 7 gennaio 1999    | Spacewatch                |
| 720096 | 1999 AW39                | 11 novembre 2009  | Spacewatch                |
| 720097 | 1999 CF141               | 22 gennaio 1999   | Spacewatch                |
| 720098 | 1999 CT158               | 17 marzo 2005     | Mount Lemmon Survey       |
| 720099 | 1999 EQ15                | 12 gennaio 2015   | Pan-STARRS                |
| 720100 | 1999 FD69                | 7 marzo 2003      | LINEAR                    |

## 720101–720200
| Nome   | Designazione provvisoria | Data di scoperta  | Scopritore                      |
| ------ | ------------------------ | ----------------- | ------------------------------- |
| 720101 | 1999 FB71                | 11 ottobre 2004   | L. H. Wasserman, J. R. Lovering |
| 720102 | 1999 FV74                | 11 ottobre 2004   | Spacewatch                      |
| 720103 | 1999 FB76                | 17 aprile 1999    | Spacewatch                      |
| 720104 | 1999 FQ77                | 20 marzo 1999     | SDSS Collaboration              |
| 720105 | 1999 FU78                | 7 aprile 2003     | Spacewatch                      |
| 720106 | 1999 FZ80                | 10 aprile 2005    | Mount Lemmon Survey             |
| 720107 | 1999 FH84                | 19 dicembre 2003  | Spacewatch                      |
| 720108 | 1999 FA86                | 10 gennaio 2008   | Spacewatch                      |
| 720109 | 1999 FL88                | 21 settembre 2001 | Spacewatch                      |
| 720110 | 1999 FY88                | 19 settembre 2001 | LINEAR                          |
| 720111 | 1999 FF95                | 21 marzo 1999     | SDSS Collaboration              |
| 720112 | 1999 FK97                | 21 marzo 1999     | SDSS Collaboration              |
| 720113 | 1999 FQ97                | 30 dicembre 2008  | Mount Lemmon Survey             |
| 720114 | 1999 FF98                | 28 marzo 2012     | Spacewatch                      |
| 720115 | 1999 FS98                | 19 novembre 2009  | Mount Lemmon Survey             |
| 720116 | 1999 FX98                | 9 novembre 2013   | Pan-STARRS                      |
| 720117 | 1999 FA99                | 21 ottobre 2006   | Mount Lemmon Survey             |
| 720118 | 1999 FC99                | 15 settembre 2006 | Spacewatch                      |
| 720119 | 1999 FD99                | 18 ottobre 2012   | Pan-STARRS                      |
| 720120 | 1999 FO99                | 22 maggio 2001    | J. L. Elliot, L. H. Wasserman   |
| 720121 | 1999 FQ99                | 28 febbraio 2014  | Pan-STARRS                      |
| 720122 | 1999 FB100               | 16 marzo 2007     | Mount Lemmon Survey             |
| 720123 | 1999 FF100               | 25 ottobre 2009   | Spacewatch                      |
| 720124 | 1999 FO100               | 31 gennaio 2009   | Mount Lemmon Survey             |
| 720125 | 1999 FD101               | 20 marzo 1999     | SDSS Collaboration              |
| 720126 | 1999 GW12                | 12 aprile 1999    | Spacewatch                      |
| 720127 | 1999 GF13                | 12 aprile 1999    | Spacewatch                      |
| 720128 | 1999 GA64                | 22 gennaio 2006   | Mount Lemmon Survey             |
| 720129 | 1999 GD64                | 26 settembre 2005 | Spacewatch                      |
| 720130 | 1999 KC21                | 26 marzo 2007     | Spacewatch                      |
| 720131 | 1999 ON5                 | 28 settembre 2003 | LINEAR                          |
| 720132 | 1999 PG9                 | 22 novembre 2012  | Spacewatch                      |
| 720133 | 1999 RL245               | 6 settembre 1999  | Spacewatch                      |
| 720134 | 1999 RM250               | 5 aprile 2014     | Pan-STARRS                      |
| 720135 | 1999 RH253               | 8 settembre 1999  | Spacewatch                      |
| 720136 | 1999 RW260               | 2 settembre 2016  | Mount Lemmon Survey             |
| 720137 | 1999 RZ260               | 5 marzo 2012      | Spacewatch                      |
| 720138 | 1999 SZ28                | 28 agosto 2006    | Spacewatch                      |
| 720139 | 1999 SA29                | 13 luglio 2013    | Pan-STARRS                      |
| 720140 | 1999 SD29                | 5 luglio 2016     | Mount Lemmon Survey             |
| 720141 | 1999 TC43                | 3 ottobre 1999    | Spacewatch                      |
| 720142 | 1999 TS46                | 4 ottobre 1999    | Spacewatch                      |
| 720143 | 1999 TT57                | 6 ottobre 1999    | Spacewatch                      |
| 720144 | 1999 TX58                | 6 ottobre 1999    | Spacewatch                      |
| 720145 | 1999 TH67                | 8 ottobre 1999    | Spacewatch                      |
| 720146 | 1999 TB76                | 10 ottobre 1999   | Spacewatch                      |
| 720147 | 1999 TB78                | 11 ottobre 1999   | Spacewatch                      |
| 720148 | 1999 TH82                | 12 ottobre 1999   | Spacewatch                      |
| 720149 | 1999 TL83                | 12 ottobre 1999   | Spacewatch                      |
| 720150 | 1999 TO85                | 14 ottobre 1999   | Spacewatch                      |
| 720151 | 1999 TR175               | 10 ottobre 1999   | LINEAR                          |
| 720152 | 1999 TL243               | 6 ottobre 1999    | LINEAR                          |
| 720153 | 1999 TZ302               | 4 ottobre 1999    | Spacewatch                      |
| 720154 | 1999 TC303               | 4 ottobre 1999    | Spacewatch                      |
| 720155 | 1999 TJ304               | 4 ottobre 1999    | Spacewatch                      |
| 720156 | 1999 TX307               | 4 ottobre 1999    | Spacewatch                      |
| 720157 | 1999 TE318               | 12 ottobre 1999   | Spacewatch                      |
| 720158 | 1999 TV321               | 12 ottobre 1999   | Spacewatch                      |
| 720159 | 1999 TJ328               | 11 ottobre 1999   | Spacewatch                      |
| 720160 | 1999 TF330               | 20 novembre 2004  | Spacewatch                      |
| 720161 | 1999 TK338               | 14 ottobre 2012   | Spacewatch                      |
| 720162 | 1999 TR338               | 10 ottobre 2007   | Mount Lemmon Survey             |
| 720163 | 1999 TK339               | 13 novembre 2010  | Mount Lemmon Survey             |
| 720164 | 1999 TL339               | 30 ottobre 1999   | Spacewatch                      |
| 720165 | 1999 TS339               | 4 febbraio 2005   | Spacewatch                      |
| 720166 | 1999 TF340               | 27 febbraio 2014  | Pan-STARRS                      |
| 720167 | 1999 TU340               | 29 giugno 2010    | WISE                            |
| 720168 | 1999 TW340               | 24 ottobre 2014   | Mount Lemmon Survey             |
| 720169 | 1999 TB341               | 5 gennaio 2017    | Mount Lemmon Survey             |
| 720170 | 1999 TC341               | 20 febbraio 2014  | Mount Lemmon Survey             |
| 720171 | 1999 TN341               | 21 novembre 2001  | SDSS Collaboration              |
| 720172 | 1999 TP341               | 17 gennaio 2013   | Spacewatch                      |
| 720173 | 1999 UE18                | 30 ottobre 1999   | Spacewatch                      |
| 720174 | 1999 UR65                | 19 gennaio 2012   | Pan-STARRS                      |
| 720175 | 1999 UT65                | 29 ottobre 1999   | Spacewatch                      |
| 720176 | 1999 UJ66                | 8 luglio 2014     | Pan-STARRS                      |
| 720177 | 1999 UK66                | 21 ottobre 2012   | Mount Lemmon Survey             |
| 720178 | 1999 UP66                | 30 novembre 2005  | Spacewatch                      |
| 720179 | 1999 VZ42                | 4 novembre 1999   | Spacewatch                      |
| 720180 | 1999 VH75                | 5 novembre 1999   | Spacewatch                      |
| 720181 | 1999 VF99                | 9 novembre 1999   | LINEAR                          |
| 720182 | 1999 VD175               | 9 novembre 1999   | Spacewatch                      |
| 720183 | 1999 VU211               | 3 novembre 1999   | Spacewatch                      |
| 720184 | 1999 VW220               | 20 marzo 2001     | AMOS                            |
| 720185 | 1999 VL232               | 22 marzo 2012     | Mount Lemmon Survey             |
| 720186 | 1999 VM232               | 27 agosto 2016    | Pan-STARRS                      |
| 720187 | 1999 VO232               | 1 novembre 2008   | Spacewatch                      |
| 720188 | 1999 VT232               | 28 febbraio 2014  | Pan-STARRS                      |
| 720189 | 1999 VD233               | 11 novembre 2006  | Mount Lemmon Survey             |
| 720190 | 1999 VN233               | 9 novembre 1999   | Spacewatch                      |
| 720191 | 1999 WK21                | 15 agosto 2013    | Pan-STARRS                      |
| 720192 | 1999 XO150               | 8 dicembre 1999   | Spacewatch                      |
| 720193 | 1999 XL266               | 17 novembre 1999  | Spacewatch                      |
| 720194 | 2000 AN220               | 8 gennaio 2000    | Spacewatch                      |
| 720195 | 2000 AO258               | 13 marzo 2011     | Spacewatch                      |
| 720196 | 2000 AT259               | 11 luglio 2016    | Pan-STARRS                      |
| 720197 | 2000 BD9                 | 26 gennaio 2000   | Spacewatch                      |
| 720198 | 2000 BZ36                | 30 gennaio 2000   | Spacewatch                      |
| 720199 | 2000 BC42                | 30 gennaio 2000   | Spacewatch                      |
| 720200 | 2000 BD42                | 30 gennaio 2000   | Spacewatch                      |

## 720201–720300
| Nome   | Designazione provvisoria | Data di scoperta  | Scopritore                 |
| ------ | ------------------------ | ----------------- | -------------------------- |
| 720201 | 2000 BW46                | 29 gennaio 2000   | Spacewatch                 |
| 720202 | 2000 BL53                | 20 gennaio 2013   | Spacewatch                 |
| 720203 | 2000 BN53                | 27 gennaio 2012   | Mount Lemmon Survey        |
| 720204 | 2000 CP68                | 1 febbraio 2000   | Spacewatch                 |
| 720205 | 2000 CR73                | 7 febbraio 2000   | Spacewatch                 |
| 720206 | 2000 CR95                | 8 febbraio 2000   | Spacewatch                 |
| 720207 | 2000 CP106               | 8 febbraio 2000   | Spacewatch                 |
| 720208 | 2000 CW119               | 3 dicembre 2005   | Osservatorio di Mauna Kea  |
| 720209 | 2000 CG129               | 3 febbraio 2000   | Spacewatch                 |
| 720210 | 2000 CS130               | 1 febbraio 2000   | Spacewatch                 |
| 720211 | 2000 CS133               | 20 marzo 2010     | WISE                       |
| 720212 | 2000 CW142               | 4 febbraio 2000   | Spacewatch                 |
| 720213 | 2000 CF143               | 4 febbraio 2000   | Spacewatch                 |
| 720214 | 2000 CF151               | 11 giugno 2015    | Pan-STARRS                 |
| 720215 | 2000 CY151               | 27 maggio 2010    | WISE                       |
| 720216 | 2000 CH152               | 26 ottobre 2013   | Spacewatch                 |
| 720217 | 2000 CL152               | 7 gennaio 2016    | Pan-STARRS                 |
| 720218 | 2000 CQ152               | 30 gennaio 2016   | Mount Lemmon Survey        |
| 720219 | 2000 CW152               | 25 settembre 2008 | Spacewatch                 |
| 720220 | 2000 CA153               | 24 luglio 2015    | Pan-STARRS                 |
| 720221 | 2000 CG153               | 27 gennaio 2007   | Spacewatch                 |
| 720222 | 2000 CK153               | 18 agosto 2009    | Spacewatch                 |
| 720223 | 2000 CD155               | 22 febbraio 2017  | Pan-STARRS                 |
| 720224 | 2000 CO156               | 27 luglio 2014    | Pan-STARRS                 |
| 720225 | 2000 DO91                | 27 febbraio 2000  | Spacewatch                 |
| 720226 | 2000 DM115               | 27 febbraio 2000  | Spacewatch                 |
| 720227 | 2000 ED24                | 8 marzo 2000      | Spacewatch                 |
| 720228 | 2000 EP24                | 8 marzo 2000      | Spacewatch                 |
| 720229 | 2000 EV73                | 10 marzo 2000     | Spacewatch                 |
| 720230 | 2000 EX73                | 10 marzo 2000     | Spacewatch                 |
| 720231 | 2000 EG99                | 3 marzo 2000      | Spacewatch                 |
| 720232 | 2000 ER102               | 14 marzo 2000     | Spacewatch                 |
| 720233 | 2000 EE117               | 3 marzo 2000      | LINEAR                     |
| 720234 | 2000 ES142               | 3 marzo 2000      | LINEAR                     |
| 720235 | 2000 EK176               | 3 marzo 2000      | Spacewatch                 |
| 720236 | 2000 ER176               | 3 marzo 2000      | Spacewatch                 |
| 720237 | 2000 EZ177               | 4 marzo 2000      | Spacewatch                 |
| 720238 | 2000 ER189               | 3 marzo 2000      | LINEAR                     |
| 720239 | 2000 EM208               | 3 marzo 2000      | Spacewatch                 |
| 720240 | 2000 ER209               | 21 aprile 2010    | WISE                       |
| 720241 | 2000 ET210               | 17 marzo 2010     | WISE                       |
| 720242 | 2000 EY211               | 13 agosto 2007    | PMO NEO                    |
| 720243 | 2000 FO74                | 30 marzo 2000     | Spacewatch                 |
| 720244 | 2000 GF21                | 5 aprile 2000     | LINEAR                     |
| 720245 | 2000 GR22                | 5 aprile 2000     | LINEAR                     |
| 720246 | 2000 GV118               | 3 aprile 2000     | Spacewatch                 |
| 720247 | 2000 GR130               | 6 aprile 2000     | Spacewatch                 |
| 720248 | 2000 GN151               | 29 marzo 2000     | Spacewatch                 |
| 720249 | 2000 GS175               | 2 aprile 2000     | Spacewatch                 |
| 720250 | 2000 GE183               | 3 aprile 2000     | Spacewatch                 |
| 720251 | 2000 HF6                 | 24 aprile 2000    | Spacewatch                 |
| 720252 | 2000 HZ90                | 30 aprile 2000    | Spacewatch                 |
| 720253 | 2000 HF105               | 20 gennaio 2015   | Mount Lemmon Survey        |
| 720254 | 2000 JX89                | 2 maggio 2000     | Spacewatch                 |
| 720255 | 2000 JS94                | 20 novembre 2003  | Spacewatch                 |
| 720256 | 2000 JT94                | 26 settembre 2012 | Pan-STARRS                 |
| 720257 | 2000 JU94                | 21 dicembre 2014  | Pan-STARRS                 |
| 720258 | 2000 JG95                | 7 novembre 2010   | Mount Lemmon Survey        |
| 720259 | 2000 JN95                | 12 gennaio 2016   | Pan-STARRS                 |
| 720260 | 2000 JA96                | 10 agosto 2013    | Mount Lemmon Survey        |
| 720261 | 2000 JJ96                | 8 maggio 2011     | Mount Lemmon Survey        |
| 720262 | 2000 JS96                | 21 gennaio 2012   | Mount Lemmon Survey        |
| 720263 | 2000 JU96                | 9 febbraio 2016   | Pan-STARRS                 |
| 720264 | 2000 JZ96                | 6 ottobre 2008    | Mount Lemmon Survey        |
| 720265 | 2000 JB97                | 26 gennaio 2015   | Pan-STARRS                 |
| 720266 | 2000 JS97                | 4 maggio 2000     | SDSS Collaboration         |
| 720267 | 2000 JT97                | 24 giugno 2014    | Mount Lemmon Survey        |
| 720268 | 2000 JZ97                | 3 ottobre 2013    | CSS                        |
| 720269 | 2000 KW49                | 30 maggio 2000    | Spacewatch                 |
| 720270 | 2000 KY68                | 29 maggio 2000    | Spacewatch                 |
| 720271 | 2000 KR77                | 27 maggio 2000    | LINEAR                     |
| 720272 | 2000 KH84                | 24 maggio 2000    | C. Veillet                 |
| 720273 | 2000 KY84                | 7 marzo 2022      | Pan-STARRS 2               |
| 720274 | 2000 LA38                | 23 aprile 2010    | WISE                       |
| 720275 | 2000 OD57                | 1 agosto 2000     | LINEAR                     |
| 720276 | 2000 OT70                | 3 settembre 2000  | Spacewatch                 |
| 720277 | 2000 OO71                | 13 novembre 2017  | Pan-STARRS                 |
| 720278 | 2000 OX71                | 14 dicembre 2001  | Spacewatch                 |
| 720279 | 2000 OJ72                | 8 ottobre 2015    | Pan-STARRS                 |
| 720280 | 2000 OM72                | 2 novembre 2007   | Spacewatch                 |
| 720281 | 2000 OE73                | 22 febbraio 2010  | WISE                       |
| 720282 | 2000 PV32                | 24 novembre 2008  | Mount Lemmon Survey        |
| 720283 | 2000 PY32                | 10 febbraio 2015  | Mount Lemmon Survey        |
| 720284 | 2000 QR221               | 26 agosto 2000    | LINEAR                     |
| 720285 | 2000 QK242               | 27 agosto 2000    | R. Millis, L. H. Wasserman |
| 720286 | 2000 QB253               | 29 agosto 2000    | Osservatorio di La Silla   |
| 720287 | 2000 QS256               | 20 giugno 2015    | Pan-STARRS                 |
| 720288 | 2000 QW259               | 26 gennaio 2012   | Mount Lemmon Survey        |
| 720289 | 2000 QA261               | 1 febbraio 2009   | Spacewatch                 |
| 720290 | 2000 RB57                | 7 settembre 2000  | Spacewatch                 |
| 720291 | 2000 RP59                | 7 settembre 2000  | Spacewatch                 |
| 720292 | 2000 RC108               | 14 settembre 2004 | LONEOS                     |
| 720293 | 2000 RG108               | 12 agosto 2004    | NEAT                       |
| 720294 | 2000 RJ108               | 14 ottobre 2001   | SDSS Collaboration         |
| 720295 | 2000 RQ108               | 27 febbraio 2009  | Mount Lemmon Survey        |
| 720296 | 2000 RO110               | 7 aprile 2006     | Spacewatch                 |
| 720297 | 2000 RZ110               | 7 febbraio 2008   | Spacewatch                 |
| 720298 | 2000 RE111               | 21 settembre 2009 | Mount Lemmon Survey        |
| 720299 | 2000 RD112               | 17 agosto 2012    | Pan-STARRS                 |
| 720300 | 2000 RO112               | 27 febbraio 2007  | Spacewatch                 |

## 720301–720400
| Nome   | Designazione provvisoria | Data di scoperta  | Scopritore             |
| ------ | ------------------------ | ----------------- | ---------------------- |
| 720301 | 2000 SK                  | 24 settembre 2000 | Spacewatch             |
| 720302 | 2000 SX7                 | 22 settembre 2000 | Spacewatch             |
| 720303 | 2000 SH21                | 23 settembre 2000 | LINEAR                 |
| 720304 | 2000 SK21                | 24 settembre 2000 | LINEAR                 |
| 720305 | 2000 SN106               | 24 settembre 2000 | LINEAR                 |
| 720306 | 2000 SK135               | 23 settembre 2000 | LINEAR                 |
| 720307 | 2000 SG247               | 24 settembre 2000 | LINEAR                 |
| 720308 | 2000 SB254               | 24 settembre 2000 | LINEAR                 |
| 720309 | 2000 SA317               | 30 settembre 2000 | LINEAR                 |
| 720310 | 2000 SZ317               | 6 settembre 2000  | LINEAR                 |
| 720311 | 2000 SR334               | 26 settembre 2000 | AMOS                   |
| 720312 | 2000 SA373               | 10 settembre 2004 | Spacewatch             |
| 720313 | 2000 SH377               | 27 luglio 2015    | Pan-STARRS             |
| 720314 | 2000 SY377               | 29 dicembre 2008  | Mount Lemmon Survey    |
| 720315 | 2000 SA378               | 1 marzo 2012      | Mount Lemmon Survey    |
| 720316 | 2000 SU379               | 19 settembre 2006 | Spacewatch             |
| 720317 | 2000 SH380               | 9 ottobre 2016    | Mount Lemmon Survey    |
| 720318 | 2000 SF381               | 23 dicembre 2012  | Pan-STARRS             |
| 720319 | 2000 SC382               | 16 aprile 1994    | Spacewatch             |
| 720320 | 2000 ST382               | 25 dicembre 2017  | Pan-STARRS             |
| 720321 | 2000 SF384               | 4 novembre 2011   | Mount Lemmon Survey    |
| 720322 | 2000 SW384               | 25 aprile 2015    | Pan-STARRS             |
| 720323 | 2000 SR385               | 17 ottobre 2010   | Mount Lemmon Survey    |
| 720324 | 2000 SY385               | 26 settembre 2006 | Spacewatch             |
| 720325 | 2000 SA386               | 10 novembre 2006  | Spacewatch             |
| 720326 | 2000 SR386               | 23 settembre 2000 | Spacewatch             |
| 720327 | 2000 TF75                | 29 aprile 2003    | Spacewatch             |
| 720328 | 2000 TJ75                | 27 novembre 2009  | Spacewatch             |
| 720329 | 2000 TA76                | 9 luglio 2015     | Pan-STARRS             |
| 720330 | 2000 TK76                | 19 giugno 2010    | Mount Lemmon Survey    |
| 720331 | 2000 TT76                | 23 settembre 2012 | Mount Lemmon Survey    |
| 720332 | 2000 TR77                | 4 febbraio 2009   | Mount Lemmon Survey    |
| 720333 | 2000 TL78                | 1 ottobre 2000    | SDSS Collaboration     |
| 720334 | 2000 TD79                | 6 ottobre 2000    | Spacewatch             |
| 720335 | 2000 TH79                | 26 ottobre 2016   | Mount Lemmon Survey    |
| 720336 | 2000 TN79                | 15 aprile 2007    | Spacewatch             |
| 720337 | 2000 TC81                | 17 agosto 2016    | Pan-STARRS             |
| 720338 | 2000 TF81                | 31 ottobre 2006   | Spacewatch             |
| 720339 | 2000 UH                  | 18 ottobre 2000   | LINEAR                 |
| 720340 | 2000 UH115               | 19 ottobre 2000   | Spacewatch             |
| 720341 | 2000 UH116               | 27 ottobre 2011   | Mount Lemmon Survey    |
| 720342 | 2000 VH41                | 1 novembre 2000   | LINEAR                 |
| 720343 | 2000 VT65                | 21 marzo 2009     | Mount Lemmon Survey    |
| 720344 | 2000 VO66                | 1 novembre 2000   | Spacewatch             |
| 720345 | 2000 WO53                | 27 novembre 2000  | Spacewatch             |
| 720346 | 2000 WN67                | 27 novembre 2000  | LINEAR                 |
| 720347 | 2000 WC79                | 20 novembre 2000  | LINEAR                 |
| 720348 | 2000 WK194               | 24 novembre 2000  | D. Team                |
| 720349 | 2000 WZ198               | 16 novembre 2000  | Spacewatch             |
| 720350 | 2000 WB199               | 8 gennaio 2010    | CSS                    |
| 720351 | 2000 WN199               | 4 giugno 2011     | Mount Lemmon Survey    |
| 720352 | 2000 WS200               | 11 dicembre 2012  | Mount Lemmon Survey    |
| 720353 | 2000 WD201               | 2 novembre 2007   | Spacewatch             |
| 720354 | 2000 WD204               | 19 agosto 2015    | Spacewatch             |
| 720355 | 2000 WN204               | 23 ottobre 2012   | Mount Lemmon Survey    |
| 720356 | 2000 WS204               | 28 gennaio 2014   | Spacewatch             |
| 720357 | 2000 WA205               | 3 gennaio 2016    | Pan-STARRS             |
| 720358 | 2000 WD205               | 27 novembre 2006  | Spacewatch             |
| 720359 | 2000 WE205               | 1 ottobre 2008    | Spacewatch             |
| 720360 | 2000 XD44                | 6 dicembre 2000   | Y.-B. Jeon, Y.-H. Park |
| 720361 | 2000 YC21                | 28 dicembre 2000  | Spacewatch             |
| 720362 | 2000 YX140               | 19 dicembre 2000  | D. Team                |
| 720363 | 2000 YH144               | 1 ottobre 2008    | SSS                    |
| 720364 | 2000 YE145               | 13 ottobre 2016   | Mount Lemmon Survey    |
| 720365 | 2001 AO54                | 28 settembre 2009 | Mount Lemmon Survey    |
| 720366 | 2001 BD36                | 19 gennaio 2001   | LINEAR                 |
| 720367 | 2001 BA84                | 26 novembre 2014  | Pan-STARRS             |
| 720368 | 2001 BO84                | 1 novembre 2014   | Mount Lemmon Survey    |
| 720369 | 2001 BU84                | 25 ottobre 2005   | Mount Lemmon Survey    |
| 720370 | 2001 CE50                | 7 luglio 2010     | WISE                   |
| 720371 | 2001 CL50                | 7 gennaio 2013    | Pan-STARRS             |
| 720372 | 2001 CP50                | 18 giugno 2015    | Mount Lemmon Survey    |
| 720373 | 2001 CT50                | 20 novembre 2012  | CSS                    |
| 720374 | 2001 CA51                | 1 agosto 2011     | Pan-STARRS             |
| 720375 | 2001 DB11                | 17 febbraio 2001  | LINEAR                 |
| 720376 | 2001 DX60                | 19 febbraio 2001  | LINEAR                 |
| 720377 | 2001 DH111               | 27 marzo 2011     | Spacewatch             |
| 720378 | 2001 DW111               | 23 marzo 2006     | Spacewatch             |
| 720379 | 2001 DG113               | 16 marzo 2001     | Spacewatch             |
| 720380 | 2001 DX113               | 28 febbraio 2014  | Pan-STARRS             |
| 720381 | 2001 DZ113               | 28 febbraio 2008  | Spacewatch             |
| 720382 | 2001 DD114               | 12 luglio 2010    | WISE                   |
| 720383 | 2001 DM114               | 5 settembre 1999  | CSS                    |
| 720384 | 2001 DX114               | 31 luglio 2014    | Pan-STARRS             |
| 720385 | 2001 DG115               | 14 febbraio 2012  | Pan-STARRS             |
| 720386 | 2001 DJ115               | 29 agosto 2016    | Mount Lemmon Survey    |
| 720387 | 2001 DN115               | 22 ottobre 2009   | Mount Lemmon Survey    |
| 720388 | 2001 DO115               | 8 agosto 2013     | Pan-STARRS             |
| 720389 | 2001 DQ115               | 29 febbraio 2012  | Mount Lemmon Survey    |
| 720390 | 2001 DS116               | 7 maggio 2002     | Spacewatch             |
| 720391 | 2001 DT116               | 25 febbraio 2008  | Mount Lemmon Survey    |
| 720392 | 2001 DW116               | 2 ottobre 2006    | Mount Lemmon Survey    |
| 720393 | 2001 DN117               | 21 novembre 2017  | Pan-STARRS             |
| 720394 | 2001 DW117               | 29 settembre 2014 | Pan-STARRS             |
| 720395 | 2001 DG118               | 3 maggio 2008     | Spacewatch             |
| 720396 | 2001 EJ8                 | 27 febbraio 2001  | Spacewatch             |
| 720397 | 2001 FX6                 | 19 marzo 2001     | LINEAR                 |
| 720398 | 2001 FX178               | 20 marzo 2001     | Spacewatch             |
| 720399 | 2001 FF182               | 23 marzo 2001     | LONEOS                 |
| 720400 | 2001 FR227               | 22 marzo 2001     | Kitt Peak Obs.         |

## 720401–720500
| Nome   | Designazione provvisoria | Data di scoperta  | Scopritore                    |
| ------ | ------------------------ | ----------------- | ----------------------------- |
| 720401 | 2001 FJ230               | 30 ottobre 2002   | Spacewatch                    |
| 720402 | 2001 FR244               | 19 marzo 2001     | SDSS Collaboration            |
| 720403 | 2001 FT244               | 2 settembre 2014  | Pan-STARRS                    |
| 720404 | 2001 FE245               | 19 marzo 2010     | Mount Lemmon Survey           |
| 720405 | 2001 FS245               | 5 gennaio 2013    | Mount Lemmon Survey           |
| 720406 | 2001 FG246               | 21 febbraio 2012  | Mount Lemmon Survey           |
| 720407 | 2001 FJ246               | 19 maggio 2012    | Mount Lemmon Survey           |
| 720408 | 2001 FM246               | 9 ottobre 2008    | Spacewatch                    |
| 720409 | 2001 FO246               | 8 ottobre 2015    | Pan-STARRS                    |
| 720410 | 2001 FQ246               | 20 aprile 2010    | WISE                          |
| 720411 | 2001 FS246               | 21 settembre 2003 | LONEOS                        |
| 720412 | 2001 FT246               | 17 febbraio 2010  | Spacewatch                    |
| 720413 | 2001 FU246               | 22 febbraio 2010  | WISE                          |
| 720414 | 2001 FD247               | 30 ottobre 2014   | Pan-STARRS                    |
| 720415 | 2001 FF247               | 27 gennaio 2011   | Spacewatch                    |
| 720416 | 2001 FJ247               | 16 settembre 2009 | Mount Lemmon Survey           |
| 720417 | 2001 FP247               | 3 dicembre 2010   | Mount Lemmon Survey           |
| 720418 | 2001 FL248               | 22 marzo 2001     | Spacewatch                    |
| 720419 | 2001 GQ5                 | 21 marzo 2001     | LONEOS                        |
| 720420 | 2001 HO30                | 26 aprile 2001    | Spacewatch                    |
| 720421 | 2001 HA68                | 17 maggio 2001    | Spacewatch                    |
| 720422 | 2001 HQ68                | 7 aprile 2008     | Spacewatch                    |
| 720423 | 2001 HX68                | 14 febbraio 2005  | CSS                           |
| 720424 | 2001 HZ68                | 18 ottobre 2012   | Pan-STARRS                    |
| 720425 | 2001 JJ11                | 4 giugno 2014     | Pan-STARRS                    |
| 720426 | 2001 JM11                | 6 aprile 2017     | Mount Lemmon Survey           |
| 720427 | 2001 KL32                | 24 maggio 2001    | Spacewatch                    |
| 720428 | 2001 KB80                | 2 marzo 2010      | WISE                          |
| 720429 | 2001 KT80                | 16 gennaio 2015   | Pan-STARRS                    |
| 720430 | 2001 KL81                | 28 febbraio 2008  | Mount Lemmon Survey           |
| 720431 | 2001 KO82                | 10 agosto 2015    | Pan-STARRS                    |
| 720432 | 2001 KO84                | 19 marzo 2013     | Pan-STARRS                    |
| 720433 | 2001 KD85                | 12 settembre 2015 | Pan-STARRS                    |
| 720434 | 2001 KA86                | 3 maggio 2010     | WISE                          |
| 720435 | 2001 KF87                | 8 febbraio 2013   | Pan-STARRS                    |
| 720436 | 2001 KS87                | 5 marzo 2013      | Pan-STARRS                    |
| 720437 | 2001 KQ88                | 23 dicembre 2012  | Pan-STARRS                    |
| 720438 | 2001 LE20                | 25 novembre 2009  | Mount Lemmon Survey           |
| 720439 | 2001 MS31                | 3 gennaio 2011    | Mount Lemmon Survey           |
| 720440 | 2001 MX31                | 20 febbraio 2015  | Pan-STARRS                    |
| 720441 | 2001 MC32                | 22 ottobre 2016   | Mount Lemmon Survey           |
| 720442 | 2001 OX12                | 23 giugno 2001    | NEAT                          |
| 720443 | 2001 OF17                | 21 luglio 2001    | P. Pravec, L. Kotková         |
| 720444 | 2001 OV38                | 20 luglio 2001    | NEAT                          |
| 720445 | 2001 OD40                | 20 luglio 2001    | NEAT                          |
| 720446 | 2001 OE59                | 29 giugno 2001    | AMOS                          |
| 720447 | 2001 OM114               | 29 luglio 2001    | NEAT                          |
| 720448 | 2001 OP114               | 18 luglio 2006    | SSS                           |
| 720449 | 2001 OQ114               | 31 marzo 2008     | Mount Lemmon Survey           |
| 720450 | 2001 PC                  | 13 luglio 2001    | NEAT                          |
| 720451 | 2001 PS4                 | 5 agosto 2001     | AMOS                          |
| 720452 | 2001 PE8                 | 11 agosto 2001    | NEAT                          |
| 720453 | 2001 PM31                | 10 agosto 2001    | NEAT                          |
| 720454 | 2001 PR51                | 15 agosto 2001    | AMOS                          |
| 720455 | 2001 QS2                 | 15 agosto 2001    | AMOS                          |
| 720456 | 2001 QU2                 | 24 luglio 2001    | AMOS                          |
| 720457 | 2001 QJ9                 | 27 giugno 2001    | AMOS                          |
| 720458 | 2001 QJ133               | 16 luglio 2001    | AMOS                          |
| 720459 | 2001 QS145               | 25 agosto 2001    | Spacewatch                    |
| 720460 | 2001 QC173               | 25 agosto 2001    | LINEAR                        |
| 720461 | 2001 QF178               | 11 agosto 2001    | AMOS                          |
| 720462 | 2001 QU190               | 16 agosto 2001    | NEAT                          |
| 720463 | 2001 QD207               | 23 agosto 2001    | LINEAR                        |
| 720464 | 2001 QX302               | 19 agosto 2001    | Cerro Tololo Obs.             |
| 720465 | 2001 QA305               | 19 agosto 2001    | Cerro Tololo Obs.             |
| 720466 | 2001 QU311               | 20 agosto 2001    | Cerro Tololo Obs.             |
| 720467 | 2001 QB334               | 7 ottobre 2007    | Mount Lemmon Survey           |
| 720468 | 2001 QK334               | 23 maggio 2001    | J. L. Elliot, L. H. Wasserman |
| 720469 | 2001 QY334               | 17 agosto 2001    | NEAT                          |
| 720470 | 2001 QX335               | 21 settembre 2001 | LONEOS                        |
| 720471 | 2001 QC336               | 1 agosto 2001     | NEAT                          |
| 720472 | 2001 QG336               | 17 agosto 2012    | Pan-STARRS                    |
| 720473 | 2001 QM336               | 11 settembre 2007 | Mount Lemmon Survey           |
| 720474 | 2001 QL338               | 3 febbraio 2016   | Pan-STARRS                    |
| 720475 | 2001 QM338               | 23 agosto 2001    | Spacewatch                    |
| 720476 | 2001 RA56                | 12 settembre 2001 | LINEAR                        |
| 720477 | 2001 RN150               | 11 settembre 2001 | LONEOS                        |
| 720478 | 2001 RU156               | 9 ottobre 2012    | Mount Lemmon Survey           |
| 720479 | 2001 RD158               | 28 settembre 2011 | Mount Lemmon Survey           |
| 720480 | 2001 ST92                | 20 settembre 2001 | LINEAR                        |
| 720481 | 2001 SM170               | 16 settembre 2001 | LINEAR                        |
| 720482 | 2001 SC199               | 25 agosto 2001    | Spacewatch                    |
| 720483 | 2001 SQ210               | 18 settembre 2001 | Spacewatch                    |
| 720484 | 2001 SF295               | 20 settembre 2001 | LINEAR                        |
| 720485 | 2001 SP298               | 11 settembre 2001 | Spacewatch                    |
| 720486 | 2001 SH299               | 20 settembre 2001 | LINEAR                        |
| 720487 | 2001 SG302               | 20 settembre 2001 | LINEAR                        |
| 720488 | 2001 SR308               | 22 settembre 2001 | LINEAR                        |
| 720489 | 2001 SQ322               | 25 settembre 2001 | LINEAR                        |
| 720490 | 2001 SA323               | 25 settembre 2001 | LINEAR                        |
| 720491 | 2001 SK351               | 23 ottobre 2001   | NEAT                          |
| 720492 | 2001 SH355               | 12 novembre 2001  | SDSS Collaboration            |
| 720493 | 2001 SB356               | 25 ottobre 2005   | Spacewatch                    |
| 720494 | 2001 SX356               | 24 febbraio 2014  | Pan-STARRS                    |
| 720495 | 2001 SC357               | 5 dicembre 2002   | Spacewatch                    |
| 720496 | 2001 SD357               | 1 febbraio 2003   | SDSS Collaboration            |
| 720497 | 2001 SR357               | 8 febbraio 2011   | Mount Lemmon Survey           |
| 720498 | 2001 SU357               | 21 febbraio 2003  | NEAT                          |
| 720499 | 2001 SF358               | 1 gennaio 2009    | Spacewatch                    |
| 720500 | 2001 SY358               | 10 marzo 2011     | Spacewatch                    |

## 720501–720600
| Nome   | Designazione provvisoria | Data di scoperta  | Scopritore                  |
| ------ | ------------------------ | ----------------- | --------------------------- |
| 720501 | 2001 SZ358               | 8 marzo 2011      | Mount Lemmon Survey         |
| 720502 | 2001 SK359               | 28 agosto 2014    | Pan-STARRS                  |
| 720503 | 2001 SB361               | 9 novembre 2009   | Spacewatch                  |
| 720504 | 2001 SG361               | 17 novembre 2006  | Spacewatch                  |
| 720505 | 2001 SV361               | 14 settembre 2007 | Mount Lemmon Survey         |
| 720506 | 2001 SA362               | 1 ottobre 2014    | Pan-STARRS                  |
| 720507 | 2001 SU362               | 22 novembre 2017  | Pan-STARRS                  |
| 720508 | 2001 SB363               | 22 settembre 2001 | Spacewatch                  |
| 720509 | 2001 SK363               | 21 settembre 2001 | SDSS Collaboration          |
| 720510 | 2001 SM363               | 18 gennaio 2016   | Pan-STARRS                  |
| 720511 | 2001 SO363               | 27 aprile 2012    | Pan-STARRS                  |
| 720512 | 2001 SG364               | 28 settembre 2001 | NEAT                        |
| 720513 | 2001 SJ364               | 21 settembre 2001 | SDSS Collaboration          |
| 720514 | 2001 SC365               | 20 settembre 2001 | SDSS Collaboration          |
| 720515 | 2001 TU96                | 11 ottobre 2001   | NEAT                        |
| 720516 | 2001 TN144               | 10 ottobre 2001   | NEAT                        |
| 720517 | 2001 TQ156               | 14 ottobre 2001   | Spacewatch                  |
| 720518 | 2001 TT157               | 15 ottobre 2001   | Spacewatch                  |
| 720519 | 2001 TR177               | 14 ottobre 2001   | LINEAR                      |
| 720520 | 2001 TD210               | 13 ottobre 2001   | NEAT                        |
| 720521 | 2001 TT232               | 15 ottobre 2001   | Spacewatch                  |
| 720522 | 2001 TV246               | 14 ottobre 2001   | SDSS Collaboration          |
| 720523 | 2001 TK247               | 12 settembre 2001 | L. H. Wasserman, E. L. Ryan |
| 720524 | 2001 TA259               | 11 ottobre 2001   | NEAT                        |
| 720525 | 2001 TT260               | 15 ottobre 2001   | SDSS Collaboration          |
| 720526 | 2001 TA262               | 15 aprile 2010    | WISE                        |
| 720527 | 2001 TB262               | 18 agosto 2009    | Spacewatch                  |
| 720528 | 2001 TF262               | 10 ottobre 2001   | NEAT                        |
| 720529 | 2001 TR262               | 1 aprile 2008     | Mount Lemmon Survey         |
| 720530 | 2001 TN263               | 31 gennaio 2003   | NEAT                        |
| 720531 | 2001 TV263               | 27 maggio 2004    | Spacewatch                  |
| 720532 | 2001 TX263               | 19 febbraio 2009  | Mount Lemmon Survey         |
| 720533 | 2001 TC264               | 19 agosto 2006    | Spacewatch                  |
| 720534 | 2001 TH265               | 8 maggio 2014     | Pan-STARRS                  |
| 720535 | 2001 TN265               | 27 agosto 2016    | Pan-STARRS                  |
| 720536 | 2001 TS265               | 5 ottobre 2013    | Pan-STARRS                  |
| 720537 | 2001 TU267               | 3 maggio 2010     | WISE                        |
| 720538 | 2001 TB268               | 8 luglio 2010     | WISE                        |
| 720539 | 2001 TT268               | 3 novembre 2010   | Mount Lemmon Survey         |
| 720540 | 2001 TU269               | 14 ottobre 2001   | SDSS Collaboration          |
| 720541 | 2001 UW18                | 16 ottobre 2001   | NEAT                        |
| 720542 | 2001 US68                | 16 ottobre 2001   | Spacewatch                  |
| 720543 | 2001 UB96                | 17 ottobre 2001   | LINEAR                      |
| 720544 | 2001 UM104               | 17 ottobre 2001   | LINEAR                      |
| 720545 | 2001 UP191               | 18 ottobre 2001   | Spacewatch                  |
| 720546 | 2001 UP198               | 21 ottobre 2001   | LINEAR                      |
| 720547 | 2001 UJ208               | 20 ottobre 2001   | Spacewatch                  |
| 720548 | 2001 UD209               | 20 ottobre 2001   | LINEAR                      |
| 720549 | 2001 US224               | 16 ottobre 2001   | NEAT                        |
| 720550 | 2001 UW228               | 10 ottobre 2001   | NEAT                        |
| 720551 | 2001 UT230               | 25 ottobre 2001   | SDSS Collaboration          |
| 720552 | 2001 UG232               | 16 settembre 2001 | LINEAR                      |
| 720553 | 2001 UQ232               | 8 giugno 2005     | Spacewatch                  |
| 720554 | 2001 US232               | 23 ottobre 2001   | NEAT                        |
| 720555 | 2001 UB233               | 1 novembre 2008   | Mount Lemmon Survey         |
| 720556 | 2001 UB234               | 13 settembre 2013 | CSS                         |
| 720557 | 2001 UL236               | 19 ottobre 2001   | NEAT                        |
| 720558 | 2001 UU236               | 14 ottobre 2010   | W. Bickel                   |
| 720559 | 2001 UV236               | 28 febbraio 2014  | Pan-STARRS                  |
| 720560 | 2001 UW236               | 28 marzo 2008     | Mount Lemmon Survey         |
| 720561 | 2001 UD237               | 2 novembre 2015   | Pan-STARRS                  |
| 720562 | 2001 US237               | 17 settembre 2012 | Mount Lemmon Survey         |
| 720563 | 2001 US239               | 25 novembre 2005  | Mount Lemmon Survey         |
| 720564 | 2001 UV239               | 10 febbraio 2011  | Mount Lemmon Survey         |
| 720565 | 2001 VJ7                 | 21 ottobre 2001   | LINEAR                      |
| 720566 | 2001 VT127               | 16 ottobre 2001   | C. Barbieri, G. Pignata     |
| 720567 | 2001 VN128               | 11 novembre 2001  | SDSS Collaboration          |
| 720568 | 2001 VG129               | 11 novembre 2001  | SDSS Collaboration          |
| 720569 | 2001 VZ129               | 23 ottobre 2001   | NEAT                        |
| 720570 | 2001 VK130               | 10 gennaio 2003   | Spacewatch                  |
| 720571 | 2001 VQ131               | 11 novembre 2001  | SDSS Collaboration          |
| 720572 | 2001 VU133               | 11 novembre 2001  | SDSS Collaboration          |
| 720573 | 2001 VO134               | 22 febbraio 2009  | Spacewatch                  |
| 720574 | 2001 VW134               | 12 novembre 2001  | SDSS Collaboration          |
| 720575 | 2001 VH135               | 25 dicembre 2013  | Mount Lemmon Survey         |
| 720576 | 2001 VP135               | 12 novembre 2001  | SDSS Collaboration          |
| 720577 | 2001 VK136               | 14 settembre 2005 | Spacewatch                  |
| 720578 | 2001 VV136               | 24 marzo 2015     | Mount Lemmon Survey         |
| 720579 | 2001 VC137               | 11 novembre 2001  | SDSS Collaboration          |
| 720580 | 2001 VM137               | 3 gennaio 2017    | Pan-STARRS                  |
| 720581 | 2001 VW137               | 2 settembre 2010  | Mount Lemmon Survey         |
| 720582 | 2001 VN138               | 11 novembre 2001  | SDSS Collaboration          |
| 720583 | 2001 WW15                | 13 novembre 2001  | AMOS                        |
| 720584 | 2001 WJ22                | 16 novembre 2001  | A. C. Becker                |
| 720585 | 2001 WU22                | 21 ottobre 2001   | LINEAR                      |
| 720586 | 2001 WR78                | 20 novembre 2001  | LINEAR                      |
| 720587 | 2001 WE97                | 18 novembre 2001  | Spacewatch                  |
| 720588 | 2001 WL104               | 13 ottobre 2001   | Spacewatch                  |
| 720589 | 2001 WQ104               | 19 novembre 2001  | LONEOS                      |
| 720590 | 2001 WY104               | 28 agosto 2006    | Spacewatch                  |
| 720591 | 2001 WE105               | 14 agosto 2016    | Pan-STARRS                  |
| 720592 | 2001 WZ106               | 15 settembre 2013 | Pan-STARRS                  |
| 720593 | 2001 XU132               | 14 dicembre 2001  | LINEAR                      |
| 720594 | 2001 XU246               | 15 dicembre 2001  | LINEAR                      |
| 720595 | 2001 XP261               | 11 dicembre 2001  | LINEAR                      |
| 720596 | 2001 XP264               | 14 dicembre 2001  | Spacewatch                  |
| 720597 | 2001 XE268               | 20 gennaio 2015   | Pan-STARRS                  |
| 720598 | 2001 XY268               | 1 ottobre 2006    | Spacewatch                  |
| 720599 | 2001 XO269               | 22 dicembre 2012  | Pan-STARRS                  |
| 720600 | 2001 XR269               | 12 marzo 2005     | Mount Lemmon Survey         |

## 720601–720700
| Nome   | Designazione provvisoria | Data di scoperta  | Scopritore                         |
| ------ | ------------------------ | ----------------- | ---------------------------------- |
| 720601 | 2001 XU269               | 7 dicembre 2001   | Spacewatch                         |
| 720602 | 2001 YV40                | 18 dicembre 2001  | LINEAR                             |
| 720603 | 2001 YM43                | 18 dicembre 2001  | LINEAR                             |
| 720604 | 2001 YW59                | 18 dicembre 2001  | LINEAR                             |
| 720605 | 2001 YW92                | 14 ottobre 2001   | LINEAR                             |
| 720606 | 2001 YR150               | 19 dicembre 2001  | LINEAR                             |
| 720607 | 2001 YE162               | 25 dicembre 2005  | Spacewatch                         |
| 720608 | 2001 YM162               | 25 gennaio 2006   | Spacewatch                         |
| 720609 | 2001 YP162               | 17 novembre 2006  | Mount Lemmon Survey                |
| 720610 | 2001 YG163               | 28 agosto 2006    | Spacewatch                         |
| 720611 | 2001 YP164               | 12 novembre 2007  | Mount Lemmon Survey                |
| 720612 | 2001 YB165               | 17 novembre 2009  | Spacewatch                         |
| 720613 | 2001 YJ165               | 26 febbraio 2010  | WISE                               |
| 720614 | 2002 AA34                | 12 gennaio 2002   | Spacewatch                         |
| 720615 | 2002 AY75                | 8 gennaio 2002    | LINEAR                             |
| 720616 | 2002 AS146               | 13 gennaio 2002   | Spacewatch                         |
| 720617 | 2002 AF174               | 6 gennaio 2002    | Spacewatch                         |
| 720618 | 2002 AZ183               | 6 gennaio 2002    | Spacewatch                         |
| 720619 | 2002 AW207               | 8 febbraio 2002   | Spacewatch                         |
| 720620 | 2002 AE209               | 8 gennaio 2002    | NEAT                               |
| 720621 | 2002 AD210               | 5 gennaio 2002    | LONEOS                             |
| 720622 | 2002 AW210               | 24 marzo 2014     | Pan-STARRS                         |
| 720623 | 2002 AA211               | 13 ottobre 2005   | Spacewatch                         |
| 720624 | 2002 AX211               | 17 dicembre 2007  | Mount Lemmon Survey                |
| 720625 | 2002 AJ212               | 14 luglio 2010    | WISE                               |
| 720626 | 2002 AT212               | 12 settembre 2007 | Mount Lemmon Survey                |
| 720627 | 2002 AK214               | 6 febbraio 2013   | CSS                                |
| 720628 | 2002 AY214               | 13 ottobre 2017   | Mount Lemmon Survey                |
| 720629 | 2002 AM215               | 5 gennaio 2013    | Mount Lemmon Survey                |
| 720630 | 2002 AS215               | 15 febbraio 2013  | Pan-STARRS                         |
| 720631 | 2002 AZ215               | 24 settembre 2017 | Pan-STARRS                         |
| 720632 | 2002 AV216               | 30 luglio 2014    | Pan-STARRS                         |
| 720633 | 2002 BT33                | 2 gennaio 2013    | Mount Lemmon Survey                |
| 720634 | 2002 BH34                | 30 gennaio 2009   | Mount Lemmon Survey                |
| 720635 | 2002 CY                  | 2 febbraio 2002   | Osservatorio astrofisico di Asiago |
| 720636 | 2002 CD196               | 10 febbraio 2002  | LINEAR                             |
| 720637 | 2002 CN199               | 7 febbraio 2002   | NEAT                               |
| 720638 | 2002 CO229               | 9 febbraio 2002   | Spacewatch                         |
| 720639 | 2002 CW259               | 7 febbraio 2002   | Spacewatch                         |
| 720640 | 2002 CE264               | 9 febbraio 2002   | Spacewatch                         |
| 720641 | 2002 CA266               | 7 febbraio 2002   | Spacewatch                         |
| 720642 | 2002 CY270               | 10 febbraio 2002  | LINEAR                             |
| 720643 | 2002 CQ271               | 8 febbraio 2002   | Spacewatch                         |
| 720644 | 2002 CG273               | 8 febbraio 2002   | Spacewatch                         |
| 720645 | 2002 CE294               | 11 gennaio 2002   | LONEOS                             |
| 720646 | 2002 CV311               | 11 febbraio 2002  | LINEAR                             |
| 720647 | 2002 CH316               | 6 febbraio 2002   | NEAT                               |
| 720648 | 2002 CM316               | 7 gennaio 2006    | Spacewatch                         |
| 720649 | 2002 CU316               | 19 dicembre 2001  | NEAT                               |
| 720650 | 2002 CO318               | 17 gennaio 2009   | Spacewatch                         |
| 720651 | 2002 CP318               | 12 febbraio 2010  | WISE                               |
| 720652 | 2002 CL319               | 17 novembre 2006  | Spacewatch                         |
| 720653 | 2002 CG320               | 17 gennaio 2013   | Pan-STARRS                         |
| 720654 | 2002 CH321               | 21 ottobre 2011   | Spacewatch                         |
| 720655 | 2002 CU323               | 28 marzo 2010     | WISE                               |
| 720656 | 2002 CP326               | 22 marzo 2015     | Pan-STARRS                         |
| 720657 | 2002 CZ326               | 30 aprile 2009    | Mount Lemmon Survey                |
| 720658 | 2002 CG328               | 10 gennaio 2013   | Pan-STARRS                         |
| 720659 | 2002 CM328               | 14 febbraio 2002  | Spacewatch                         |
| 720660 | 2002 DS4                 | 17 febbraio 2002  | A. C. Becker                       |
| 720661 | 2002 DA7                 | 20 febbraio 2002  | Spacewatch                         |
| 720662 | 2002 DS11                | 17 febbraio 2002  | NEAT                               |
| 720663 | 2002 DX20                | 9 febbraio 2002   | NEAT                               |
| 720664 | 2002 DC21                | 10 marzo 2011     | Spacewatch                         |
| 720665 | 2002 DD21                | 2 aprile 2002     | NEAT                               |
| 720666 | 2002 DM21                | 28 novembre 2005  | Spacewatch                         |
| 720667 | 2002 DX21                | 26 febbraio 2008  | Spacewatch                         |
| 720668 | 2002 DZ21                | 14 febbraio 2012  | Pan-STARRS                         |
| 720669 | 2002 EY22                | 11 marzo 2002     | NEAT                               |
| 720670 | 2002 EO34                | 11 marzo 2002     | NEAT                               |
| 720671 | 2002 EP38                | 12 marzo 2002     | Spacewatch                         |
| 720672 | 2002 EB58                | 10 febbraio 2002  | LINEAR                             |
| 720673 | 2002 EN127               | 12 marzo 2002     | NEAT                               |
| 720674 | 2002 EN140               | 12 marzo 2002     | NEAT                               |
| 720675 | 2002 EV145               | 13 marzo 2002     | NEAT                               |
| 720676 | 2002 ET153               | 20 marzo 2002     | Spacewatch                         |
| 720677 | 2002 EG158               | 20 marzo 2002     | Spacewatch                         |
| 720678 | 2002 EV163               | 4 marzo 2010      | WISE                               |
| 720679 | 2002 EM164               | 1 ottobre 2010    | Mount Lemmon Survey                |
| 720680 | 2002 EQ164               | 14 agosto 2012    | SSS                                |
| 720681 | 2002 EV164               | 19 aprile 2010    | WISE                               |
| 720682 | 2002 ED165               | 1 febbraio 2012   | Mount Lemmon Survey                |
| 720683 | 2002 EE165               | 28 aprile 2011    | Pan-STARRS                         |
| 720684 | 2002 EG165               | 23 febbraio 2012  | Mount Lemmon Survey                |
| 720685 | 2002 EL165               | 14 febbraio 2013  | Pan-STARRS                         |
| 720686 | 2002 EP165               | 14 settembre 2005 | CSS                                |
| 720687 | 2002 EY165               | 9 giugno 2010     | WISE                               |
| 720688 | 2002 EP166               | 14 febbraio 2013  | Mount Lemmon Survey                |
| 720689 | 2002 ES166               | 19 gennaio 2012   | Pan-STARRS                         |
| 720690 | 2002 EU166               | 28 marzo 2008     | Spacewatch                         |
| 720691 | 2002 EF167               | 29 ottobre 2010   | Mount Lemmon Survey                |
| 720692 | 2002 EH167               | 7 luglio 2016     | Pan-STARRS                         |
| 720693 | 2002 EJ167               | 22 settembre 2008 | Spacewatch                         |
| 720694 | 2002 EP167               | 4 marzo 2002      | Osservatorio astrofisico di Asiago |
| 720695 | 2002 ER169               | 9 ottobre 2005    | Spacewatch                         |
| 720696 | 2002 EH170               | 4 marzo 2012      | Mount Lemmon Survey                |
| 720697 | 2002 EW170               | 19 settembre 2008 | Spacewatch                         |
| 720698 | 2002 ET171               | 24 settembre 2009 | Mount Lemmon Survey                |
| 720699 | 2002 EU171               | 25 gennaio 2009   | Spacewatch                         |
| 720700 | 2002 EA172               | 2 ottobre 2005    | Mount Lemmon Survey                |

## 720701–720800
| Nome   | Designazione provvisoria | Data di scoperta  | Scopritore                 |
| ------ | ------------------------ | ----------------- | -------------------------- |
| 720701 | 2002 EX172               | 5 marzo 2002      | SDSS Collaboration         |
| 720702 | 2002 FF15                | 16 marzo 2002     | AMOS                       |
| 720703 | 2002 FK18                | 18 marzo 2002     | M. W. Buie, D. E. Trilling |
| 720704 | 2002 FO43                | 20 agosto 2004    | Spacewatch                 |
| 720705 | 2002 GZ                  | 3 aprile 2002     | NEAT                       |
| 720706 | 2002 GA30                | 7 aprile 2002     | Cerro Tololo Obs.          |
| 720707 | 2002 GA63                | 8 aprile 2002     | NEAT                       |
| 720708 | 2002 GR120               | 13 marzo 2002     | Spacewatch                 |
| 720709 | 2002 GX132               | 12 aprile 2002    | LINEAR                     |
| 720710 | 2002 GK135               | 12 aprile 2002    | LINEAR                     |
| 720711 | 2002 GV180               | 12 aprile 2002    | NEAT                       |
| 720712 | 2002 GE181               | 10 aprile 2002    | NEAT                       |
| 720713 | 2002 GX189               | 18 agosto 2006    | Spacewatch                 |
| 720714 | 2002 GL191               | 11 luglio 2003    | AMOS                       |
| 720715 | 2002 GM191               | 25 marzo 2006     | CSS                        |
| 720716 | 2002 GU191               | 3 novembre 2005   | Mount Lemmon Survey        |
| 720717 | 2002 GV191               | 27 ottobre 2008   | Spacewatch                 |
| 720718 | 2002 GQ192               | 31 agosto 2005    | Spacewatch                 |
| 720719 | 2002 GP194               | 9 agosto 2015     | Pan-STARRS 2               |
| 720720 | 2002 GY195               | 10 febbraio 2014  | Pan-STARRS                 |
| 720721 | 2002 GD196               | 14 maggio 2015    | Pan-STARRS                 |
| 720722 | 2002 GE196               | 20 marzo 2007     | Mount Lemmon Survey        |
| 720723 | 2002 GW196               | 24 febbraio 2006  | Mount Lemmon Survey        |
| 720724 | 2002 GW197               | 8 aprile 2002     | NEAT                       |
| 720725 | 2002 HD8                 | 19 aprile 2002    | Spacewatch                 |
| 720726 | 2002 HT14                | 17 aprile 2002    | LINEAR                     |
| 720727 | 2002 HQ16                | 4 aprile 2002     | NEAT                       |
| 720728 | 2002 HE19                | 20 maggio 2015    | CTIO-DECam                 |
| 720729 | 2002 HG19                | 27 settembre 2016 | Pan-STARRS                 |
| 720730 | 2002 JE14                | 7 maggio 2002     | NEAT                       |
| 720731 | 2002 JG90                | 11 maggio 2002    | LINEAR                     |
| 720732 | 2002 JL120               | 11 aprile 2002    | NEAT                       |
| 720733 | 2002 JO141               | 10 maggio 2002    | Spacewatch                 |
| 720734 | 2002 JL148               | 11 maggio 2002    | NEAT                       |
| 720735 | 2002 JX149               | 11 aprile 2002    | NEAT                       |
| 720736 | 2002 JQ151               | 14 agosto 2007    | SSS                        |
| 720737 | 2002 JX151               | 21 gennaio 2010   | WISE                       |
| 720738 | 2002 JJ153               | 24 settembre 2008 | Mount Lemmon Survey        |
| 720739 | 2002 KO17                | 12 novembre 2012  | Mount Lemmon Survey        |
| 720740 | 2002 KT17                | 26 settembre 2014 | Mount Lemmon Survey        |
| 720741 | 2002 LA65                | 4 giugno 2006     | Mount Lemmon Survey        |
| 720742 | 2002 LQ65                | 20 aprile 2009    | Mount Lemmon Survey        |
| 720743 | 2002 LV65                | 19 gennaio 2017   | Mount Lemmon Survey        |
| 720744 | 2002 MN6                 | 16 giugno 2002    | NEAT                       |
| 720745 | 2002 NE56                | 14 luglio 2002    | NEAT                       |
| 720746 | 2002 NJ60                | 25 settembre 1998 | LONEOS                     |
| 720747 | 2002 NT60                | 15 luglio 2002    | NEAT                       |
| 720748 | 2002 NE64                | 8 luglio 2002     | NEAT                       |
| 720749 | 2002 NG65                | 5 luglio 2002     | NEAT                       |
| 720750 | 2002 NZ66                | 12 giugno 2002    | NEAT                       |
| 720751 | 2002 NA72                | 5 luglio 2002     | NEAT                       |
| 720752 | 2002 NB76                | 7 settembre 2008  | Mount Lemmon Survey        |
| 720753 | 2002 NQ78                | 18 giugno 2002    | NEAT                       |
| 720754 | 2002 NR78                | 14 ottobre 2007   | Mount Lemmon Survey        |
| 720755 | 2002 NE79                | 4 settembre 2011  | Pan-STARRS                 |
| 720756 | 2002 NG79                | 13 giugno 2002    | NEAT                       |
| 720757 | 2002 NO79                | 9 maggio 2010     | CSS                        |
| 720758 | 2002 NJ80                | 13 marzo 2010     | WISE                       |
| 720759 | 2002 NM81                | 1 marzo 2010      | WISE                       |
| 720760 | 2002 NS83                | 7 luglio 2002     | Spacewatch                 |
| 720761 | 2002 NT83                | 5 agosto 2013     | K. Sárneczky               |
| 720762 | 2002 NW83                | 1 dicembre 2006   | Spacewatch                 |
| 720763 | 2002 OZ8                 | 21 luglio 2002    | NEAT                       |
| 720764 | 2002 OE19                | 20 luglio 2002    | NEAT                       |
| 720765 | 2002 OF23                | 27 luglio 2002    | NEAT                       |
| 720766 | 2002 OK28                | 21 luglio 2002    | NEAT                       |
| 720767 | 2002 OJ29                | 1 maggio 2006     | Spacewatch                 |
| 720768 | 2002 OL29                | 11 luglio 2002    | CINEOS                     |
| 720769 | 2002 OK38                | 4 febbraio 2016   | Pan-STARRS                 |
| 720770 | 2002 OR38                | 25 settembre 2011 | Pan-STARRS                 |
| 720771 | 2002 PD1                 | 3 agosto 2002     | NEAT                       |
| 720772 | 2002 PW6                 | 5 agosto 2002     | NEAT                       |
| 720773 | 2002 PH11                | 22 luglio 2002    | NEAT                       |
| 720774 | 2002 PV17                | 6 agosto 2002     | NEAT                       |
| 720775 | 2002 PD20                | 6 agosto 2002     | NEAT                       |
| 720776 | 2002 PH21                | 6 agosto 2002     | NEAT                       |
| 720777 | 2002 PT36                | 7 agosto 2002     | NEAT                       |
| 720778 | 2002 PZ36                | 1 agosto 2002     | LINEAR                     |
| 720779 | 2002 PM51                | 8 agosto 2002     | NEAT                       |
| 720780 | 2002 PP52                | 8 agosto 2002     | NEAT                       |
| 720781 | 2002 PS64                | 3 agosto 2002     | NEAT                       |
| 720782 | 2002 PQ75                | 8 agosto 2002     | NEAT                       |
| 720783 | 2002 PE78                | 11 agosto 2002    | NEAT                       |
| 720784 | 2002 PG95                | 13 agosto 2002    | NEAT                       |
| 720785 | 2002 PT98                | 14 agosto 2002    | LINEAR                     |
| 720786 | 2002 PW100               | 11 agosto 2002    | NEAT                       |
| 720787 | 2002 PW106               | 12 agosto 2002    | LINEAR                     |
| 720788 | 2002 PZ149               | 11 agosto 2002    | M. W. Buie, S. D. Kern     |
| 720789 | 2002 PH150               | 6 agosto 2002     | NEAT                       |
| 720790 | 2002 PB151               | 6 agosto 2002     | NEAT                       |
| 720791 | 2002 PH154               | 9 agosto 2002     | M. W. Buie, S. D. Kern     |
| 720792 | 2002 PY155               | 8 agosto 2002     | NEAT                       |
| 720793 | 2002 PG161               | 29 luglio 2002    | NEAT                       |
| 720794 | 2002 PV161               | 23 luglio 2002    | NEAT                       |
| 720795 | 2002 PC162               | 12 agosto 2002    | M. W. Buie, S. D. Kern     |
| 720796 | 2002 PV175               | 7 agosto 2002     | NEAT                       |
| 720797 | 2002 PN176               | 11 agosto 2002    | NEAT                       |
| 720798 | 2002 PP176               | 7 agosto 2002     | NEAT                       |
| 720799 | 2002 PB177               | 15 agosto 2002    | NEAT                       |
| 720800 | 2002 PW178               | 15 agosto 2002    | NEAT                       |

## 720801–720900
| Nome   | Designazione provvisoria | Data di scoperta  | Scopritore                       |
| ------ | ------------------------ | ----------------- | -------------------------------- |
| 720801 | 2002 PF182               | 8 agosto 2002     | NEAT                             |
| 720802 | 2002 PV182               | 29 luglio 2002    | NEAT                             |
| 720803 | 2002 PY183               | 6 agosto 2002     | NEAT                             |
| 720804 | 2002 PM184               | 12 agosto 2002    | AMOS                             |
| 720805 | 2002 PX185               | 29 luglio 2002    | NEAT                             |
| 720806 | 2002 PW190               | 15 agosto 2002    | NEAT                             |
| 720807 | 2002 PE192               | 7 agosto 2002     | NEAT                             |
| 720808 | 2002 PM192               | 7 agosto 2002     | NEAT                             |
| 720809 | 2002 PD193               | 5 ottobre 2002    | SDSS Collaboration               |
| 720810 | 2002 PO194               | 24 maggio 2010    | WISE                             |
| 720811 | 2002 PQ194               | 1 febbraio 2005   | Spacewatch                       |
| 720812 | 2002 PW194               | 8 gennaio 2005    | CINEOS                           |
| 720813 | 2002 PT196               | 30 novembre 2003  | Spacewatch                       |
| 720814 | 2002 PW196               | 15 settembre 2007 | Pic du Midi Obs.                 |
| 720815 | 2002 PA197               | 15 agosto 2002    | NEAT                             |
| 720816 | 2002 PC198               | 12 luglio 2002    | NEAT                             |
| 720817 | 2002 PM202               | 14 settembre 2013 | Mount Lemmon Survey              |
| 720818 | 2002 PV202               | 1 settembre 2002  | NEAT                             |
| 720819 | 2002 PO204               | 7 marzo 2010      | WISE                             |
| 720820 | 2002 PB205               | 2 marzo 2010      | WISE                             |
| 720821 | 2002 PM205               | 7 ottobre 2008    | Mount Lemmon Survey              |
| 720822 | 2002 PN205               | 9 luglio 2010     | WISE                             |
| 720823 | 2002 PP205               | 10 ottobre 2008   | Mount Lemmon Survey              |
| 720824 | 2002 PY205               | 21 aprile 2010    | WISE                             |
| 720825 | 2002 QO15                | 28 agosto 2002    | NEAT                             |
| 720826 | 2002 QQ15                | 5 settembre 2002  | LINEAR                           |
| 720827 | 2002 QO21                | 26 agosto 2002    | NEAT                             |
| 720828 | 2002 QK29                | 29 agosto 2002    | NEAT                             |
| 720829 | 2002 QQ33                | 29 agosto 2002    | NEAT                             |
| 720830 | 2002 QQ35                | 29 agosto 2002    | NEAT                             |
| 720831 | 2002 QU39                | 16 agosto 2002    | NEAT                             |
| 720832 | 2002 QG52                | 6 settembre 2002  | LINEAR                           |
| 720833 | 2002 QZ55                | 29 agosto 2002    | NEAT                             |
| 720834 | 2002 QY57                | 5 settembre 2002  | LINEAR                           |
| 720835 | 2002 QG58                | 18 agosto 2002    | NEAT                             |
| 720836 | 2002 QP63                | 11 agosto 2002    | NEAT                             |
| 720837 | 2002 QS70                | 17 agosto 2002    | NEAT                             |
| 720838 | 2002 QQ72                | 8 agosto 2002     | NEAT                             |
| 720839 | 2002 QU72                | 8 agosto 2002     | NEAT                             |
| 720840 | 2002 QU73                | 8 agosto 2002     | NEAT                             |
| 720841 | 2002 QH97                | 17 agosto 2002    | NEAT                             |
| 720842 | 2002 QC99                | 16 agosto 2002    | NEAT                             |
| 720843 | 2002 QJ101               | 11 agosto 2002    | NEAT                             |
| 720844 | 2002 QK101               | 23 luglio 2002    | NEAT                             |
| 720845 | 2002 QQ101               | 4 aprile 2005     | Mount Lemmon Survey              |
| 720846 | 2002 QS101               | 18 agosto 2002    | NEAT                             |
| 720847 | 2002 QD102               | 18 agosto 2002    | NEAT                             |
| 720848 | 2002 QE103               | 30 agosto 2002    | NEAT                             |
| 720849 | 2002 QK104               | 17 agosto 2002    | NEAT                             |
| 720850 | 2002 QM105               | 30 agosto 2002    | Spacewatch                       |
| 720851 | 2002 QF110               | 12 luglio 2002    | NEAT                             |
| 720852 | 2002 QA120               | 29 agosto 2002    | NEAT                             |
| 720853 | 2002 QH123               | 18 agosto 2002    | NEAT                             |
| 720854 | 2002 QM126               | 16 agosto 2002    | AMOS                             |
| 720855 | 2002 QN130               | 17 agosto 2002    | AMOS                             |
| 720856 | 2002 QW131               | 18 agosto 2002    | NEAT                             |
| 720857 | 2002 QJ136               | 21 dicembre 2008  | Mount Lemmon Survey              |
| 720858 | 2002 QK137               | 21 luglio 2002    | NEAT                             |
| 720859 | 2002 QO137               | 8 settembre 2002  | AMOS                             |
| 720860 | 2002 QV138               | 22 luglio 2002    | NEAT                             |
| 720861 | 2002 QW142               | 22 ottobre 2008   | Spacewatch                       |
| 720862 | 2002 QX142               | 8 novembre 2007   | Spacewatch                       |
| 720863 | 2002 QT143               | 24 ottobre 2008   | Spacewatch                       |
| 720864 | 2002 QB144               | 4 marzo 2005      | Mount Lemmon Survey              |
| 720865 | 2002 QP144               | 29 agosto 2002    | NEAT                             |
| 720866 | 2002 QR145               | 21 marzo 2010     | Mount Lemmon Survey              |
| 720867 | 2002 QE146               | 23 luglio 2002    | NEAT                             |
| 720868 | 2002 QO146               | 19 agosto 2002    | NEAT                             |
| 720869 | 2002 QR146               | 27 agosto 2009    | CSS                              |
| 720870 | 2002 QW146               | 8 agosto 2002     | NEAT                             |
| 720871 | 2002 QX146               | 21 luglio 2006    | Mount Lemmon Survey              |
| 720872 | 2002 QD151               | 22 febbraio 2007  | L. A. Molnar, Class, C. C. P. 1. |
| 720873 | 2002 QG151               | 30 agosto 2011    | Pan-STARRS                       |
| 720874 | 2002 QK151               | 2 ottobre 2009    | Mount Lemmon Survey              |
| 720875 | 2002 QO151               | 23 giugno 2010    | Mount Lemmon Survey              |
| 720876 | 2002 QS151               | 11 marzo 2005     | Mount Lemmon Survey              |
| 720877 | 2002 QR152               | 24 luglio 2002    | NEAT                             |
| 720878 | 2002 QO156               | 24 agosto 2002    | NEAT                             |
| 720879 | 2002 QT157               | 5 marzo 2011      | Mount Lemmon Survey              |
| 720880 | 2002 QC158               | 14 dicembre 1995  | Spacewatch                       |
| 720881 | 2002 QE158               | 27 agosto 2002    | NEAT                             |
| 720882 | 2002 QK158               | 28 agosto 2002    | NEAT                             |
| 720883 | 2002 QN159               | 18 dicembre 2007  | Mount Lemmon Survey              |
| 720884 | 2002 RE7                 | 2 settembre 2002  | Spacewatch                       |
| 720885 | 2002 RG23                | 5 settembre 2002  | LINEAR                           |
| 720886 | 2002 RN26                | 4 settembre 2002  | NEAT                             |
| 720887 | 2002 RU27                | 5 settembre 2002  | LINEAR                           |
| 720888 | 2002 RJ36                | 6 settembre 2002  | LINEAR                           |
| 720889 | 2002 RH53                | 5 settembre 2002  | LINEAR                           |
| 720890 | 2002 RZ65                | 6 settembre 2002  | P. Pravec, P. Kušnirák           |
| 720891 | 2002 RJ66                | 6 settembre 2002  | LINEAR                           |
| 720892 | 2002 RR124               | 9 settembre 2002  | NEAT                             |
| 720893 | 2002 RJ128               | 15 agosto 2002    | LINEAR                           |
| 720894 | 2002 RY128               | 10 settembre 2002 | NEAT                             |
| 720895 | 2002 RE130               | 11 settembre 2002 | NEAT                             |
| 720896 | 2002 RC138               | 13 settembre 2002 | LINEAR                           |
| 720897 | 2002 RO143               | 11 settembre 2002 | NEAT                             |
| 720898 | 2002 RM164               | 12 settembre 2002 | NEAT                             |
| 720899 | 2002 RL165               | 13 settembre 2002 | NEAT                             |
| 720900 | 2002 RD172               | 13 settembre 2002 | LONEOS                           |

## 720901–721000
| Nome   | Designazione provvisoria | Data di scoperta  | Scopritore                          |
| ------ | ------------------------ | ----------------- | ----------------------------------- |
| 720901 | 2002 RG177               | 13 settembre 2002 | NEAT                                |
| 720902 | 2002 RC181               | 4 settembre 2002  | LONEOS                              |
| 720903 | 2002 RB184               | 12 settembre 2002 | NEAT                                |
| 720904 | 2002 RC194               | 12 settembre 2002 | NEAT                                |
| 720905 | 2002 RM201               | 6 settembre 2002  | LINEAR                              |
| 720906 | 2002 RD206               | 14 settembre 2002 | NEAT                                |
| 720907 | 2002 RY206               | 14 settembre 2002 | NEAT                                |
| 720908 | 2002 RQ207               | 14 settembre 2002 | NEAT                                |
| 720909 | 2002 RB208               | 12 settembre 2002 | NEAT                                |
| 720910 | 2002 RH209               | 14 settembre 2002 | NEAT                                |
| 720911 | 2002 RR209               | 15 settembre 2002 | Spacewatch                          |
| 720912 | 2002 RX213               | 12 agosto 2002    | LINEAR                              |
| 720913 | 2002 RR225               | 6 settembre 2002  | LINEAR                              |
| 720914 | 2002 RJ227               | 16 agosto 2002    | Spacewatch                          |
| 720915 | 2002 RP238               | 20 agosto 2002    | NEAT                                |
| 720916 | 2002 RB245               | 30 luglio 2002    | AMOS                                |
| 720917 | 2002 RV245               | 18 agosto 2002    | NEAT                                |
| 720918 | 2002 RL248               | 29 agosto 2002    | Spacewatch                          |
| 720919 | 2002 RN248               | 8 settembre 2002  | AMOS                                |
| 720920 | 2002 RM250               | 17 agosto 2002    | NEAT                                |
| 720921 | 2002 RC253               | 11 settembre 2002 | NEAT                                |
| 720922 | 2002 RT254               | 29 agosto 2002    | NEAT                                |
| 720923 | 2002 RQ256               | 13 settembre 2002 | NEAT                                |
| 720924 | 2002 RW256               | 9 ottobre 2002    | Spacewatch                          |
| 720925 | 2002 RB264               | 11 settembre 2002 | NEAT                                |
| 720926 | 2002 RK269               | 10 settembre 2002 | NEAT                                |
| 720927 | 2002 RA270               | 18 agosto 2002    | NEAT                                |
| 720928 | 2002 RR272               | 4 settembre 2002  | NEAT                                |
| 720929 | 2002 RE273               | 18 agosto 2002    | NEAT                                |
| 720930 | 2002 RT274               | 29 agosto 2002    | NEAT                                |
| 720931 | 2002 RY274               | 18 agosto 2002    | NEAT                                |
| 720932 | 2002 RM280               | 16 ottobre 1998   | Spacewatch                          |
| 720933 | 2002 RE287               | 11 settembre 2002 | NEAT                                |
| 720934 | 2002 RH288               | 17 settembre 1995 | Spacewatch                          |
| 720935 | 2002 RU288               | 25 febbraio 2006  | Spacewatch                          |
| 720936 | 2002 RV289               | 14 settembre 2002 | NEAT                                |
| 720937 | 2002 RJ292               | 22 dicembre 2008  | Spacewatch                          |
| 720938 | 2002 RN292               | 3 settembre 2002  | NEAT                                |
| 720939 | 2002 RR293               | 17 novembre 2011  | Spacewatch                          |
| 720940 | 2002 RC294               | 31 ottobre 2008   | Mount Lemmon Survey                 |
| 720941 | 2002 RV294               | 27 maggio 2014    | Pan-STARRS                          |
| 720942 | 2002 RA295               | 21 luglio 2010    | SSS                                 |
| 720943 | 2002 RE295               | 11 aprile 2010    | WISE                                |
| 720944 | 2002 RH295               | 3 dicembre 2004   | Spacewatch                          |
| 720945 | 2002 RD296               | 4 maggio 2005     | Mount Lemmon Survey                 |
| 720946 | 2002 RE296               | 6 maggio 2006     | Mount Lemmon Survey                 |
| 720947 | 2002 RH296               | 27 agosto 2009    | Osservatorio astronomico di Maiorca |
| 720948 | 2002 RO296               | 30 settembre 2006 | Mount Lemmon Survey                 |
| 720949 | 2002 RZ296               | 29 settembre 2008 | CSS                                 |
| 720950 | 2002 RB297               | 5 luglio 2010     | WISE                                |
| 720951 | 2002 RQ297               | 13 agosto 2012    | Pan-STARRS                          |
| 720952 | 2002 RW297               | 23 settembre 2008 | CSS                                 |
| 720953 | 2002 RC298               | 23 ottobre 2006   | Spacewatch                          |
| 720954 | 2002 RF298               | 7 ottobre 2016    | Mount Lemmon Survey                 |
| 720955 | 2002 RH299               | 10 aprile 2010    | Mount Lemmon Survey                 |
| 720956 | 2002 RK299               | 16 gennaio 2005   | Spacewatch                          |
| 720957 | 2002 RV299               | 4 gennaio 2016    | Pan-STARRS                          |
| 720958 | 2002 RK300               | 13 aprile 2010    | Mount Lemmon Survey                 |
| 720959 | 2002 RV300               | 7 novembre 2002   | Kitt Peak Obs.                      |
| 720960 | 2002 RW300               | 6 settembre 2013  | Mount Lemmon Survey                 |
| 720961 | 2002 RB301               | 14 marzo 2016     | Mount Lemmon Survey                 |
| 720962 | 2002 SQ8                 | 27 settembre 2002 | NEAT                                |
| 720963 | 2002 SE16                | 27 settembre 2002 | NEAT                                |
| 720964 | 2002 SK22                | 26 settembre 2002 | NEAT                                |
| 720965 | 2002 SC23                | 27 settembre 2002 | NEAT                                |
| 720966 | 2002 SH34                | 29 settembre 2002 | AMOS                                |
| 720967 | 2002 SS35                | 29 settembre 2002 | AMOS                                |
| 720968 | 2002 SU47                | 30 settembre 2002 | LINEAR                              |
| 720969 | 2002 SX66                | 13 settembre 2002 | NEAT                                |
| 720970 | 2002 SN67                | 19 agosto 2002    | NEAT                                |
| 720971 | 2002 SA73                | 20 agosto 2002    | NEAT                                |
| 720972 | 2002 SP74                | 19 ottobre 1995   | Spacewatch                          |
| 720973 | 2002 SP75                | 23 dicembre 2003  | LINEAR                              |
| 720974 | 2002 TB82                | 1 ottobre 2002    | AMOS                                |
| 720975 | 2002 TM92                | 3 ottobre 2002    | LINEAR                              |
| 720976 | 2002 TT112               | 3 ottobre 2002    | LINEAR                              |
| 720977 | 2002 TO114               | 3 ottobre 2002    | NEAT                                |
| 720978 | 2002 TL123               | 14 settembre 2002 | LONEOS                              |
| 720979 | 2002 TY135               | 4 ottobre 2002    | LONEOS                              |
| 720980 | 2002 TJ137               | 4 ottobre 2002    | LONEOS                              |
| 720981 | 2002 TD141               | 5 ottobre 2002    | Spacewatch                          |
| 720982 | 2002 TP147               | 4 ottobre 2002    | Spacewatch                          |
| 720983 | 2002 TN154               | 4 settembre 2002  | NEAT                                |
| 720984 | 2002 TG156               | 12 settembre 2002 | NEAT                                |
| 720985 | 2002 TY158               | 5 ottobre 2002    | NEAT                                |
| 720986 | 2002 TN166               | 3 ottobre 2002    | NEAT                                |
| 720987 | 2002 TU167               | 3 ottobre 2002    | NEAT                                |
| 720988 | 2002 TX169               | 3 ottobre 2002    | NEAT                                |
| 720989 | 2002 TA182               | 3 ottobre 2002    | NEAT                                |
| 720990 | 2002 TD187               | 4 ottobre 2002    | LINEAR                              |
| 720991 | 2002 TC213               | 8 ottobre 2002    | NEAT                                |
| 720992 | 2002 TF244               | 10 ottobre 2002   | NEAT                                |
| 720993 | 2002 TG246               | 9 ottobre 2002    | LONEOS                              |
| 720994 | 2002 TH249               | 4 ottobre 2002    | NEAT                                |
| 720995 | 2002 TS252               | 3 ottobre 2002    | LINEAR                              |
| 720996 | 2002 TA300               | 7 ottobre 2002    | NEAT                                |
| 720997 | 2002 TR302               | 10 aprile 2005    | Mount Lemmon Survey                 |
| 720998 | 2002 TB305               | 4 ottobre 2002    | SDSS Collaboration                  |
| 720999 | 2002 TF308               | 29 settembre 2002 | AMOS                                |
| 721000 | 2002 TG308               | 15 ottobre 2002   | NEAT                                |